# Cimétidine
La cimétidine est un antihistaminique de type 2 de formule brute C10H16N6S. Elle est indiquée dans le traitement de l'ulcère gastro-duodénal, et du reflux gastro-œsophagien. C'est d'ailleurs l'un des premiers traitements anti-ulcéreux à avoir été développé, à la suite de la découverte par James Whyte Black et son équipe des différents récepteurs histaminiques (type 1 et 2).
Elle est métabolisée par le cytochrome P450.
Les interactions médicamenteuses de cimétidine sont nombreuses ; à cause de sa fixation sur l'hème du cytochrome P450, elle modifie la métabolisation d'autres médicaments. C'est un inhibiteur des CYP2D6 et CYP3A4/5.
Sa synthèse utilise de l'isothiocyanate de méthyle.